# Kävlinge
Kävlinge est une localité de Suède, chef-lieu de la commune de Kävlinge, en Scanie. Elle est située sur la ligne de chemin de fer Västkustbanan.

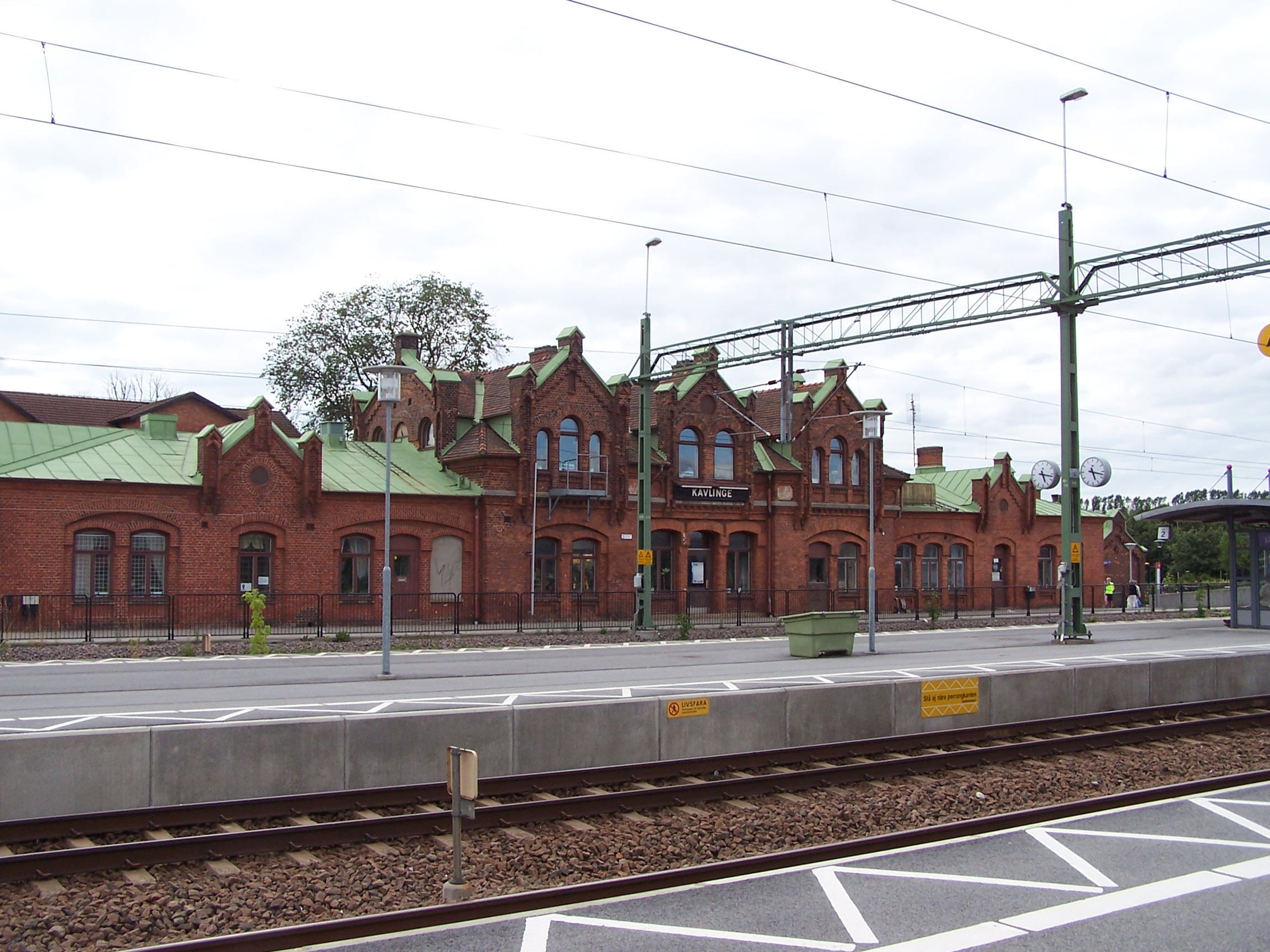
La gare de Kävlinge